# カナメモチ
カナメモチ（要黐; 学名: Photinia glabra）は、バラ科の常緑小高木である。カナメモチという和名の由来は、扇の要（かなめ）に使い、モチノキ（黐）に似るためとされる。別名は、アカメモチ、カナメガシ、カナメノキ、アカメノキ、ソバノキ（花序がソバに似るためといわれる）などがある。

## 分類
カナメモチに初めて学名が与えられたのは1784年のことであり、それはツンベルクによる Crataegus glabra というもので、サンザシ属に置かれた。これが後の1873年に別属 Photinia に組み替えられ Photinia glabra とされることとなるのであるが、この命名を行った人物はロシアのマクシモービチか、フランスのアドリアン・ルネ・フランシェおよびポール＝アメデー＝ルドビク・サバチエの両者によるものかで見解が分かれている。まずマキシモービチが命名したという見方は『日本の野生植物 木本1』（平凡社、1989年）などが採用しており、Bulletin de l’Académie impériale des sciences de Saint-Pétersbourg 第19巻所収の "Diagnoses plantarum novarum Japoniae et Mandshuriae"〈日本および満州の新たな植物の記相〉178頁で記載が行われたと見做すものである。一方のフランシェおよびサバチエによる共同命名とは『日本の野生植物目録』 (Enumeratio Plantarum in Japonia Sponte Crescentium) 第1巻141頁での言及のことを指している。International Plant Names Index（IPNI）はマキシモービチによる言及が発表されたのが1873年11月30日で、一方のフランシェとサバチエによる言及がそれよりも26日早い1873年11月4日に発表されたということで後者を正式な学名、前者を isonym として扱うという立場を取っている。
イギリスのジョン・リンドリーにより1821年に Crataegus glabra に代わるものとして記載された学名 Photinia serrulata は国際藻類・菌類・植物命名規約（ICN）の条件を満たさず非合法名（nomen illegitimum）とされているシノニムであるが、先述の『日本の野生植物 木本1』では同属の別種オオカナメモチ（Photinia serratifolia (Desf.) Kalkman）のシノニムとされている。そのほか1798年にラマルクの『植物百科事典』(Encyclopédie méthodique. Botanique) 第4巻446頁でジャン＝ルイ＝マリー・ポワレ（Jean Louis Marie Poiret）により記載された組み替え名 Mespilus glabra、2018年にマイケル・フランシス・フェイ（Michael Francis Fay）およびマールテン・クリステンフスの共同で提唱された新名 Pyrus thunbergii はキュー植物園系データベース Plants of the World Online ではいずれも正式な学名としては扱われていない。
またドイツの植物学者・造園家のカミロ・カール・シュナイダー（Camillo Karl Schneider）が中国（当時は清王朝）の雲南、Mengtze の森林で採取された標本に基づき1906年に Illustriertes Handbuch der Laubholzkunde〈図解広葉樹学便覧〉第1巻707頁で記載した Photinia beckii およびその組み替え名としてフェイとクリステンフスの両名により提唱された Pyrus beckii も Photinia glabra のシノニムと判定されている。

## 分布・生育地
日本の本州東海地方以西、四国、九州に分布する。暖地の山地に自生する。照葉樹林の低木である。日本以外では中華人民共和国（南東部、南中央部）、タイ、ビルマに自生し、朝鮮やアメリカ合衆国（ルイジアナ州）に見られるのは持ち込まれたものである。

## 特徴
常緑広葉樹の小高木で、樹高は3 - 7メートル (m) 。よく枝分かれし、葉を密につける。葉は互生する。葉身の形状は両端のとがった長さ5 - 10センチメートル (cm) の長楕円形で、革質でつやがあり、葉縁に細かい鋸歯がある。葉柄は短い。若葉は紅色を帯び美しい。
開花時期は5 - 6月ごろ。枝先に径約10 cm半球状の集散花序を出し、小さな白色の5弁花を多数つける。果実は球状で、先端が黒紫色で紅色に熟す。
庭木、特に生垣によく用いる。また、幹は硬く、器具の柄として利用される。

## カナメモチ属
東アジア暖帯・亜熱帯を中心に60種ほどある。
- オオカナメモチ Photinia serratifolia (Desf.) Kalkman
中国本土・台湾から東南アジアにかけて分布する。日本では岡山県・愛媛県・南西諸島にかけて、点在的に分布記録があるが、このうち本土の記録は栽培個体の逸出だと思われ、南西諸島では自生が確認されているのは徳之島のみで、他の記録ははっきりしないとされる。中国では墓樹に利用されるなど栽培もされる。葉は長さ10 - 20 cmの長楕円形でカナメモチよりも大きく、古い葉は紅葉して落葉する[11]。花に強い芳香がある。
- シマカナメモチ Photinia wrightiana Maxim.
小笠原諸島・琉球列島に分布する。小笠原諸島では比較的よくみられるが、琉球列島では数が少ない。
- ベニカナメモチ（紅要黐）学名：Photinia glabra f. benikaname
別名ベニカナメともよばれるカナメモチの変種。新芽や若葉は赤く、セイヨウカナメモチ（レッドロビン）によく似ている。東北南部から沖縄にかけて、生け垣や園芸樹に利用される。葉は黄緑色で光沢のある皮質、若葉は紅色となり若葉以外の葉も赤味を残す。葉身は長さ6 - 12 cmの長楕円形で互生する[11]。葉身は先端が尖り、基部は楔形、葉縁に細かい鋸歯がある[11]。カナメモチより枝の伸びは弱く葉も小型。花期は5月で、枝先の散房状花序に白い小花を多数つける。
- セイヨウカナメモチ（西洋要黐、英名：レッドロビン）学名：Photinia × fraseri Dress（Photinia × fraseri ‘Red Robin’）
ベニカナメモチとオオカナメモチとの交雑の園芸種。萌芽力が強く、若葉は鮮やかな濃い紅色で、生け垣によく使われる。カナメモチやベニカナメモチに比べて葉が大きく、枝の茂り方はやや粗いが耐病性に優れる[11]。花期は5月。カナメモチとよく似ているが、カナメモチの葉柄には鋸歯の痕跡（茶色の点に見える）が残るが、レッドロビンには無いことで区別できる。

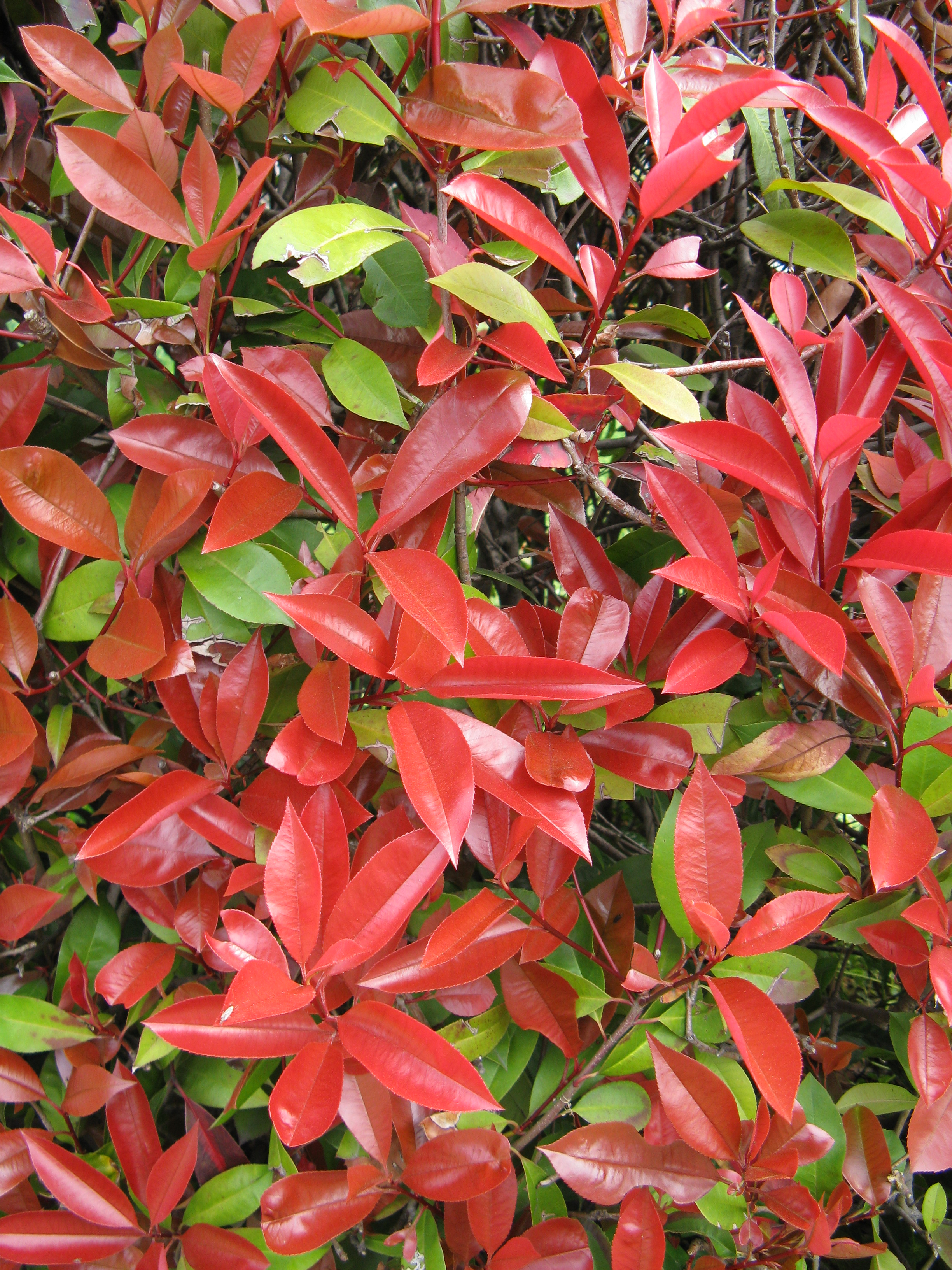
若葉は赤い。